# Tmesisternus lateralis
Tmesisternus lateralis là một loài bọ cánh cứng trong họ Cerambycidae.